# دارين ودسون
دارين ودسون (بالإنجليزية: Darren Woodson)‏ هو لاعب كرة قدم أمريكية أمريكي، ولد في 25 أبريل 1969 في فينيكس في الولايات المتحدة.

## وصلات خارجية
- دارين ودسون على موقع مرجع كرة القدم المحترفة.كوم (الإنجليزية)